# Karl Franz Joseph Thelott
Karl Franz Joseph Thelott (né le 3 octobre 1792 à Düsseldorf, mort le 19 novembre 1830 à Augsbourg) est un peintre et graveur allemand.

## Biographie

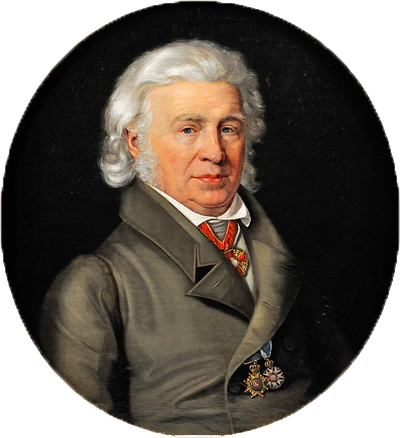
Portrait de Samuel Thomas von Sömmering, 1828.

Karl Thelott est le fils d'Ernst Carl Thelott, professeur d'art de la gravure à l'académie des beaux-arts de Düsseldorf. Il reçoit, comme son frère cadet Ernst, une éducation artistique de son père. En 1814, il est l'élève de Johann Peter von Langer à l'académie des beaux-arts de  Munich, qui lui apprend le portrait. En 1821, il travaille pour le prince Frédéric de Prusse à Düsseldorf, en 1823 à Francfort-sur-le-Main puis à Berlin. En 1827, il est portraitiste de personnages princiers de la province de Westphalie.